# 1187
1187 (MCLXXXVII) a fost un an obișnuit al calendarului iulian.

## Evenimente
- 1 mai: Bătălia de la fântâna Cresson, în apropiere de Nazaret: cavalerii templieri și ospitalieri sunt înfrânți de către sultanul Saladin al Egiptului și Siriei.
- 21 iunie: Se reia războiul dintre regii Filip August al Franței și Henric al II-lea al Angliei; francezii atacă în provincia Berry, ocupând Issoudun, Gracay și asediind Chateauroux; un armistițiu este negociat de către reprezentanții papali, prin care Issoudun este recunoscut ca aparținând lui Filip August.
- 24 iunie: Bătălia de la Oumra, în apropiere de Gafsa, în deșertul tunisian, dintre almohazi și rebelii almoravizi.
- 4 iulie: Bătălia de la Hattin. Sultanul Saladin îl înfrânge pe Guy de Lusignan, regele-consort al Ierusalimului; aproape întreaga cavalerie a cruciaților este ucisă sau luată în captivitate (inclusiv Guy de Lusignan); printre prizonieri se află și Renaud de Chatillon, care este executat de către Saladin însuși.
- 10 iulie: Portul Accra (Saint Jean d'Accre) este capturat de către trupele sultanului Saladin.
- 11 iulie: Portul Santander din Cantabria dobândește fueros (drepturi).
- 29 iulie: Sultanul Saladin cucerește de la cruciați Saida.
- 4 septembrie: Cruciații sunt alungați din Ascalon de către sultanul Saladin.
- 20 septembrie-2 octombrie: Asediul Ierusalimului. Asedierea Ierusalimului de către sultanul Saladin.
- 1 octombrie: La moartea lui Iaroslav Osmomysl, cnezatul de Halici nu revine urmașului său legitim, Vladimir (care prin testament obține doar fortăreața Przemysl), ci lui Oleg, fiul lui Iaroslav cu o concubină; în urma confruntării dintre cei doi, Vladimir se impune totuși ca principe.
- 2 octombrie: Ierusalimul este capturat de către musulmanii conduși de sultanul Saladin, după 88 de ani de stăpânire cruciată; câteva zeci de mii de creștini se retrag în orașul-port Tyr; în posesia cruciaților nu mai rămân decât câteva locuri de coastă izolate unele de altele (Tyr și Beaufort în cadrul Regatului Ierusalimului, iar la nord Tripoli, Kerak, Antiohia și portul său, fortăreața Margat).
- 11 octombrie: Armata bizantină este înfrântă de către cumani la Beroe.
- 14 octombrie: Conducătorul almoravid Ali ibn Ghaniya este înfrânt la al-Hamma de către califul almohad al-Mansur și fuge în deșert.
- 15 octombrie: Califul almohad Yaqub al-Mansur recucerește orașul Gabes de la pretendentul almoravid Ali ben Ghaniya și de la aliatul acestuia, Karakouch, principe de Tripoli.
- 29 octombrie: Papa Grigore al VIII-lea emite bula Audita tremendi, prin care cheamă la o nouă cruciadă (Cruciada a treia), propovăduită de către Henri de Marcy (cardinal de Albano), Pierre de Blois și arhiepiscopul Guillaume al Tyrului.

### Nedatate
- februarie: Împăratul bizantin Isaac al II-lea Angelos restituie venețienilor privilegiile avute anterior în imperiu.
- mai-iunie: Ala ad-Din Tekish, conducătorul statului Horezm, ocupă Nichapur.
- septembrie: O nouă campanie a împăratului bizantin Isaac al II-lea Angelos împotriva bulgarilor și valahilor, care amenințau Adrianopolul, având sprijin din partea cumanilor de la nord de Dunăre.
- noiembrie: Sultanul Saladin începe să asedieze Tyrul, apărat de către Conrad de Monferrat, care îl convinge pe sultan să se retragă.
- Contele Umberto al III-lea de Savoia este declarat dușman al Imperiului, drept pentru care Piemontul este atacat și prădat de către Henric, fiul lui Frederic Barbarossa și moștenitorul Imperiului romano-german.
- Generalul bizantin Alexios Vranas (Branas) se răscoală împotriva împăratului bizantin Isaac al II-lea Angelos și încearcă să ocupe Constantinopolul, dar este respins de forțele loialiste.
- Genovezii cuceresc de la pisani orașul Bonifacio, din Corsica.
- Orașul Sigtuna din Suedia (situat pe malul lacului Malar) este atacat și distrus de către triburile barbare ale finilor, estonienilor, curonienilor și karelienilor; arhiepiscopul de Sigtuna este ucis.
- Regele Jayavarman al VII-lea din Angkor Vat îi înfrânge pe invadatorii din neamul champilor.
- Sultanul Saladin proclamă războiul sfânt împotriva cruciaților.
- Toltecii părăsesc Chichen Itza.

## Arte, Știință, Literatură și Filozofie
- Budismul de tip zen își face apariția în Japonia.
- Este consacrată catedrala Sf. Iacob din Szczecin, Polonia.
- Knut Eriksson edifică un castel pe insula din dreptul orașului Stockholm, în Suedia.

## Înscăunări
- 21 octombrie: Papa Grigore al VIII-lea.
- 19 decembrie: Papa Clement al III-lea (1187-1191).
- Vladimir, cneaz de Halici (1187-1197).

## Nașteri
- 29 martie: Arthur I, duce de Bretagne (d. 1203).
- 5 septembrie: Ludovic al VIII-lea, rege al Franței (d. 1226).
- Vladimir al III-lea Rurikovici, mare cneaz de Kniev (d. 1239).

## Decese
- 3 februarie: Ruben al III-lea de Armenia (n. 1145).
- 18 martie: Boguslav I, duce de Pomerania (n. ?)
- 1 mai: Roger de Moulins, mare maestru al Ordinului ospitalierilor (n. ?)
- 4 iulie: Renaud de Chatillon, cruciat (n.c. 1125)
- 1 octombrie: Iaroslav Osmomysl, cneaz de Halici (n. ?)
- 19 octombrie: Papa Urban al III-lea (n. ?)
- 9 noiembrie: Gaozong, împărat al Chinei (n. 1107)
- 17 decembrie: Papa Grigore al VIII-lea (n.c. 1100)
- Gerard de Cremona, traducător de opere științifice italian (n.c. 1114)
- Raymond al III-lea, conte cruciat de Tripoli (n. 1140)